# Municipio de Woodville (Ohio)
El municipio de Woodville (en inglés: Woodville Township) es un municipio ubicado en el condado de Sandusky en el estado estadounidense de Ohio. En el año 2010 tenía una población de 3395 habitantes y una densidad poblacional de 39,65 personas por km².

## Geografía
El municipio de Woodville se encuentra ubicado en las coordenadas 41°26′56″N 83°21′54″O / 41.44889, -83.36500. Según la Oficina del Censo de los Estados Unidos, el municipio tiene una superficie total de 85.62 km², de la cual 85,47 km² corresponden a tierra firme y (0,17 %) 0,15 km² es agua.

## Demografía
Según el censo de 2010, había 3395 personas residiendo en el municipio de Woodville. La densidad de población era de 39,65 hab./km². De los 3395 habitantes, el municipio de Woodville estaba compuesto por el 95,91 % blancos, el 0,24 % eran afroamericanos, el 0,15 % eran amerindios, el 0,56 % eran asiáticos, el 2,27 % eran de otras razas y el 0,88 % eran de una mezcla de razas. Del total de la población el 6,07 % eran hispanos o latinos de cualquier raza.